# Potok z Dwoistego Stawu
Potok z Dwoistego Stawu – potok wypływający z Dwoistego Stawu Zachodniego w Dolinie Gąsienicowej w Tatrach. Jezioro to znajduje się wysokości 1657 m. Przez pierwsze 100–150 m wypływająca z niego woda płynie pod kamieniami moreny blokującej jezioro. Wypływając, rozcina granitową grzędę na głębokość 1,5 m. Rozcinające moreną koryto potoku opada stromo, osiągając szerokość 1–2 m. Po obydwu jego stronach znajdują się zasilające go wypływy morenowe. Na wysokości około 1520 m uchodzi dwoma korytami do Suchej Wody Gąsienicowej jako jego prawy dopływ. Nieco niżej od ujścia Potoku z Dwoistego Stawu Sucha Woda zanika w ponorach.
Długość potoku łącznie z przepływem pod kamieniami moreny wynosi 0,8 km, a spadek 13,4%.